# St. Nicolai (Eichenbarleben)

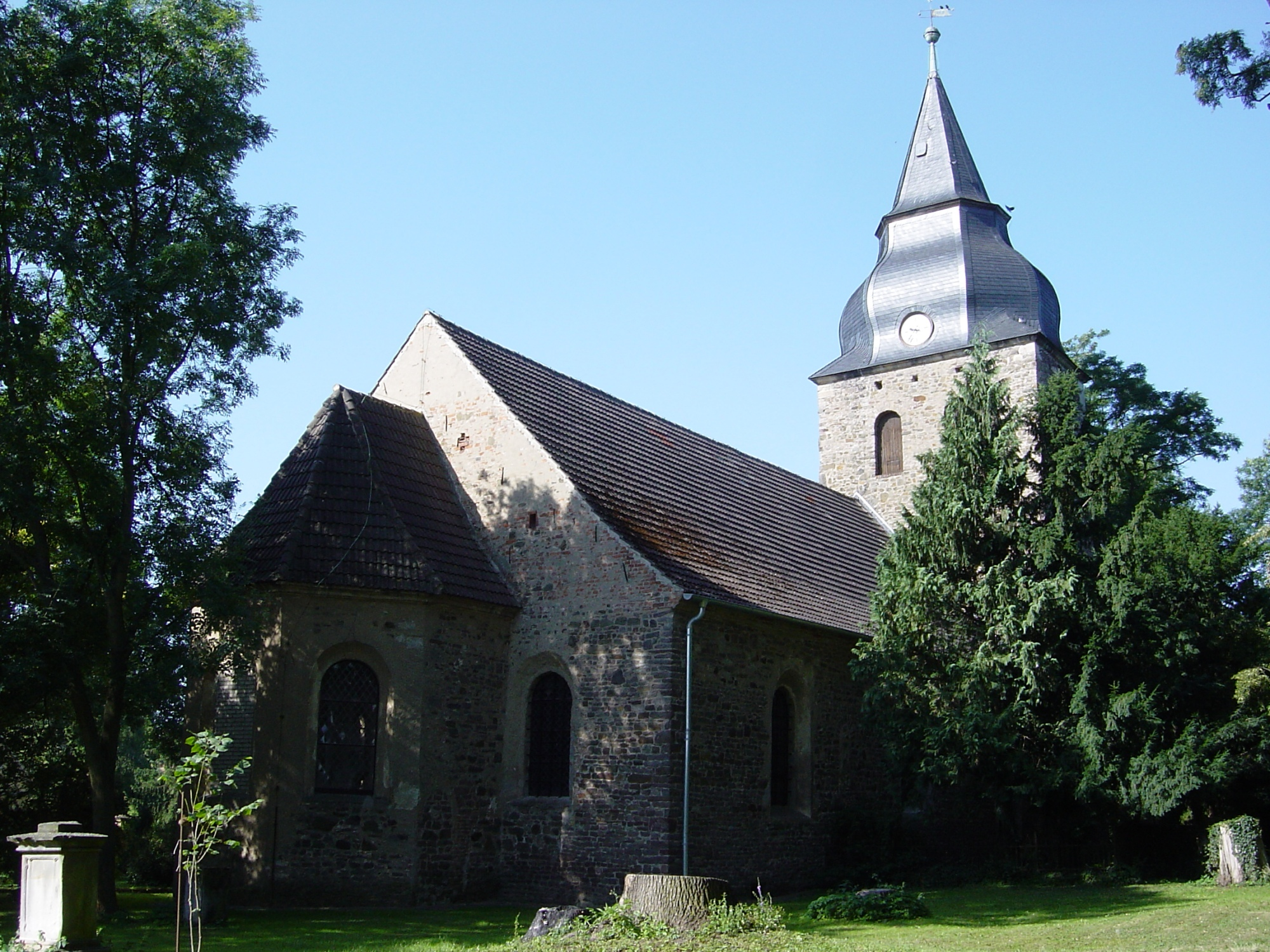
St. Nicolai (Eichenbarleben)

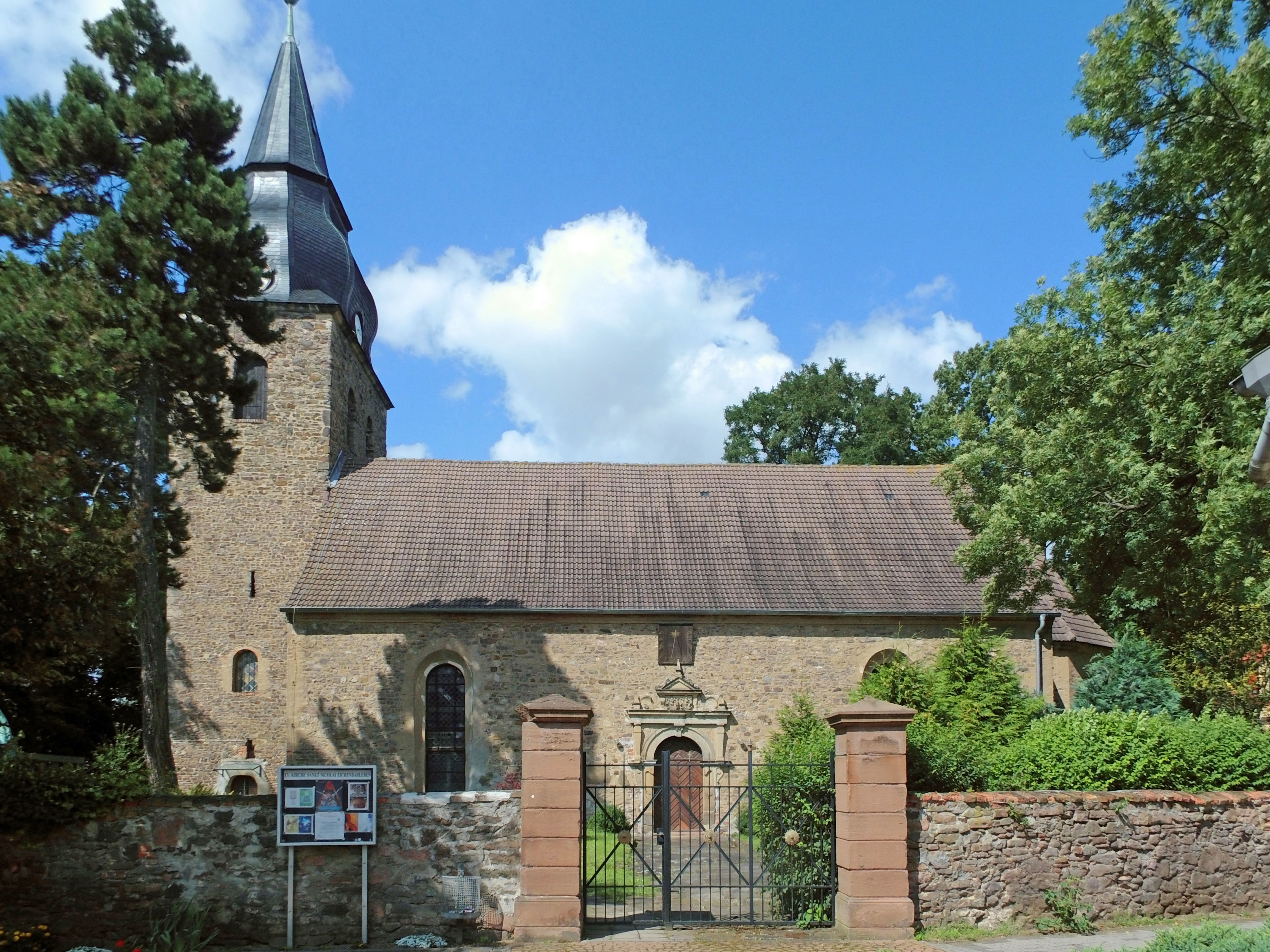
Südseite

Die evangelische Dorfkirche St. Nicolai (auch St. Stephani) ist eine im Kern romanische, zur Renaissancezeit erweiterte Saalkirche im Ortsteil Eichenbarleben der Gemeinde Hohe Börde im Landkreis Börde in Sachsen-Anhalt. Sie gehört zum Pfarrbereich Irxleben im Kirchenkreis Haldensleben der Evangelischen Kirche in Mitteldeutschland (EKMD).

## Geschichte und Architektur
Die im Jahr 1720 als Stephanskirche genannte Kirche ist eine im Kern romanische Kirche aus Bruchsteinmauerwerk mit westlichem Querturm. Die Erweiterung des Bauwerks nach Süden zu einem geräumigen rechteckigen Saal wurde unter Joachim von Alvensleben (1514–1588) begonnen und unter dessen Sohn Gebhard Johann 1596 abgeschlossen. Im Jahr 1874 wurde eine Erweiterung durch eine dreiseitig geschlossene Apsis nach Osten vorgenommen. In der Nordwand sind die romanischen Öffnungen (Fenster und Portal) vermauert. Das Schiff wurde mit gotisierenden Spitzbogenfenstern und einem Südportal in den Formen der niederländischen Renaissance ausgestattet, darüber befinden sich eine Bauinschrift und ein Allianzwappen der Stifter Margareta von Asseburg und Joachim von Alvensleben. Das Glockengeschoss des Turms mit der Zwiebelhaube und achteckiger Spitze wurde vermutlich bei der Instandsetzung in den Jahren 1708/09 aufgestockt. Restaurierungen erfolgten in den Jahren 1935 und 1963.
Das weiträumige Innere ist durch einen klassizistischen Umbau um 1820/30 geprägt und durch vier hölzerne toskanische Säulen dreigeteilt. Der breite Mittelteil ist durch ein hölzernes Tonnengewölbe, die Seiten sind durch Flachdecken geschlossen. Die Westempore wurde im Jahr 1963 verbreitert und der darunter liegende Raum als Winterkirche eingerichtet und verglast.

## Ausstattung
Das Hauptstück der Ausstattung ist ein dreigeschossiger steinerner Altaraufsatz, dessen Untergeschoss klassizistisch, die beiden Obergeschosse mit Fragmenten des reich gestalteten Alabasterepitaphs der Margareta von Asseburg vom Anfang des 17. Jahrhunderts mit Säulengliederung, Beschlagwerk und drei Figuren ausgebildet wurden; letztere zeigen Christus zwischen Adam und Eva in Muschelnischen, darüber die Auferstehung und die Not Gottes.
Der romanische Taufstein ist mit flacher Kuppa auf einem hohen Säulenschaft versehen. Ein Gemälde zeigt die Anbetung des Kindes, stammt vermutlich von einem früheren Altar und wurde in den Orgelprospekt eingefügt; es ist schlecht erhalten, aber künstlerisch bemerkenswert und wurde stilistisch vom niederländischen Manierismus beeinflusst. An den Brüstungen des Gestühls und der vergitterten Sakristeiprieche sind Wappen gemalt. Ein aufwändig gestalteter Kronleuchter ist auf das Jahr 1744 datiert.

## Grabdenkmale
Ein Figurengrabstein erinnert an Lucia Lutterod († 1592); das Mädchen ist in zeittypischer Kleidung dargestellt. Sechs aufwändige Epitaphe für die Familie von Alvensleben sind erhalten:
- im Chor für Clara von Alvensleben († 1595), in der Mitte ist die Verstorbene vor einem kleinen Kruzifix kniend dargestellt, mit einer achtteiligen Ahnenprobe, Laub- und Rollwerkrahmung mit Engeln und Tiermasken; im Sockel die Taufe Jesu, als Bekrönung eine Trinitätsdarstellung.
- an der südlichen Schiffswand ein Epitaph für Gebhard Johann von Alvensleben († 1763), mit ovalem Bildnis des Verstorbenen zwischen Rokoko-Schmuck und Engeln,
- ein Epitaph für Sophia Wilhelmine von Alvensleben aus dem dritten Viertel des 18. Jahrhunderts mit einer sehr verblassten Vita und Draperie als Rahmung, darüber das Ovalbildnis der Verstorbenen zwischen Rokoko-Ornamenten; im Sockel sind drei vollplastische Figuren: ein auf einem Sarg sitzender Engel zwischen Uranos und einem Klageweib dargestellt;
- ein Epitaph für Johanna Friderica von Alvensleben († 1727) mit einer wappenbekrönten Vita zwischen Fides, Spes und Caritas;
- ein Epitaph für Margaretha Catharina von Alvensleben († 1693), geb. von Platen, signiert und datiert von Tobias Wilhelmi 1694, vermutlich dem jüngeren Magdeburger Meister dieses Namens; eine allegorische Komposition mit der antikisch gekleideten Verstorbenen in Flachrelief mit Totenschädel und Stundenglas zwischen geflügelten Genien;
- an der Schiffsnordwand ein Epitaph für Gebhard Johann von Alvensleben († 1708), signiert von Michael Hellwig 1709. In der Mitte sind übereinander ovale Bildnisse des Paars angeordnet, der tektonische Rahmen wird vom Allianzwappen der Verstorbenen bekrönt und von Putti und Blumengehängen überspielt und von klagenden Frauen begleitet.

Auf dem Kirchhof sind barocke und klassizistische Grabmale erhalten.